# Горохова, Ольга Михайловна
Ольга Михайловна Горохова (род. 5 июля 1978, Набережные Челны, Татарская АССР, РСФСР, СССР) — российская баскетболистка, выступавшая в амплуа защитника. Серебряный призёр чемпионата России, мастер спорта международного класса.

## Биография
Горохова Ольга начинала заниматься баскетболом в родном городе, пока её не заметила Кира Тржескал, которая привезла баскетболистку в Санкт-Петербург. Первым профессиональным клубом в её карьере стала местная «Форс-Мажор». В своём первом сезоне в «Высшей лиге» она выиграла серебряную медаль, сыграв за команду 33 матча. В 1996 году Ольга выступает за юниорскую сборную России на чемпионате Европы в Словакии, где она вместе со своими подругами завоёвывает золотые медали европейского первенства.
Поиграв за многие российские команды, в декабре 2003 года Ольга приезжает в Курск. Местное «Динамо» арендовала баскетболистку с правом выкупа у «Балтийской Звезды». Горохова сразу же стала лидером команды и в конечном итоге была лучшей по набранным очкам (19,9). Следующий сезон (2003/04) стал неудачным, отыграв 7 матчей в чемпионате России и 2 в Кубке России, Ольга в ноябре 2004 года покидает Курск, тем самым завершает свою игровую карьеру.
Из интервью Натальи Ведля, бывшего игрока «Динамо»:

Давай поговорим о «внутренней кухне» «Динамо»? Почему ушла любимица публики Ольга Горохова?
— Оля Горохова и Таня Малеваная стали первыми «жертвами» конфликта между командой и главным тренером. Горохова не хотела покидать «Динамо», но Алексей Георгиевич сделал так, что она вернулась в Питер.

Оставив баскетбол, Горохова не ушла из спорта. Вместе с бывшей баскетболисткой Ириной Рюхиной она стала совладельцем ООО «Агентство спортивной психологии», представляющей услуги спортивных психологов.

## Достижения
- Чемпион Европы среди юниорок: 1996
- Серебряный призёр чемпионата России: 1995